# Fiona Ferro
Fiona Ferro (Libramont, 12 maart 1997) is een tennisspeelster uit België. Ze verhuisde op jonge leeftijd met haar familie naar Zuid-Frankrijk en komt in het tennis dan ook voor Frankrijk uit. Zij begon op zevenjarige leeftijd met tennis. Haar favoriete ondergrond is gravel en hardcourt. Zij is actief in het internationale tennis sinds 2012.

## Loopbaan
In oktober 2018 kwam Ferro binnen in de top 100.
In juli 2019 won zij haar eerste WTA-titel, op het toernooi van Lausanne.
In augustus 2020 volgde de tweede WTA-titel, op het toernooi van Palermo. Daarmee kwam zij binnen in de top 50. In oktober bereikte zij op Roland Garros 2020 de vierde ronde.

### Tennis in teamverband
In de periode 2019–2021 maakte Ferro deel uit van het Franse Fed Cup-team – zij behaalde daar een winst/verlies-balans van 0–2.

## Posities op deWTA-ranglijst
Positie per einde seizoen:
| jaar | rang enkelspel | rang dubbelspel |
| ---- | -------------- | --------------- |
| 2013 | 557            | –               |
| 2014 | 367            | –               |
| 2015 | 261            | –               |
| 2016 | 235            | 398             |
| 2017 | 325            | 601             |
| 2018 | 102            | 610             |
| 2019 | 63             | 284             |
| 2020 | 42             | 295             |
| 2021 | 103            | 415             |
| 2022 | 417            | –               |

## Palmares
| Legenda                 |
| ----------------------- |
| Grandslamtoernooi       |
| Olympische Spelen       |
| Year-End Championships  |
| Premier Mandatory       |
| Premier Five / WTA 1000 |
| Premier / WTA 500       |
| International / WTA 250 |
| Challenger / WTA 125    |

### WTA-finaleplaatsen enkelspel
| nr.              | finale     | toernooi         | ondergrond | tegenstandster  | score         |         |
| ---------------- | ---------- | ---------------- | ---------- | --------------- | ------------- | ------- |
| gewonnen finales |            |                  |            |                 |               |         |
| 1.               | 2019-07-21 | WTA Lausanne     | gravel     | Alizé Cornet    | 6-1, 2-6, 6-1 | details |
| 2.               | 2020-08-09 | WTA Palermo      | gravel     | Anett Kontaveit | 6-2, 7-5      | details |
| verloren finales |            |                  |            |                 |               |         |
| 1.               | 2023-08-19 | WTA Barranquilla | hardcourt  | Tatjana Maria   | 1-6, 2-6      | details |

## Resultaten grandslamtoernooien
| Legenda | Legenda                          |
| ------- | -------------------------------- |
| g.t.    | geen toernooi gehouden           |
| l.c.    | lagere categorie                 |
| –       | niet deelgenomen                 |
| G       | uitgeschakeld in de groepsfase   |
| 1R      | uitgeschakeld in de eerste ronde |
| 2R      | uitgeschakeld in de tweede ronde |
| 3R      | uitgeschakeld in de derde ronde  |
| 4R      | uitgeschakeld in de vierde ronde |
| KF      | uitgeschakeld in de kwartfinale  |
| HF      | uitgeschakeld in de halve finale |
| F       | de finale verloren               |
| W       | het toernooi gewonnen            |
| w-v     | winst/verlies-balans             |

### Enkelspel
| toernooi        | 2014 | 2015 |    | 2017 | 2018 | 2019 | 2020 | 2021 | 2022 | 2023 |
| --------------- | ---- | ---- | -- | ---- | ---- | ---- | ---- | ---- | ---- | ---- |
| Australian Open | –    | –    | –  | –    | 1R   | 2R   | 3R   | 1R   | –    |      |
| Roland Garros   | 1R   | 1R   | 1R | 2R   | 1R   | 4R   | 2R   | 1R   | 1R   |      |
| Wimbledon       | –    | –    | –  | –    | 1R   | g.t. | 1R   | –    | –    |      |
| US Open         | –    | –    | –  | –    | 3R   | –    | 2R   | –    |      |      |

### Vrouwendubbelspel
| toernooi        | 2016 | 2017 | 2018 | 2019 | 2020 | 2021 |    | 2023 |
| --------------- | ---- | ---- | ---- | ---- | ---- | ---- | -- | ---- |
| Australian Open | –    | –    | –    | –    | 1R   | 1R   | –  |      |
| Roland Garros   | 1R   | 1R   | 1R   | 3R   | –    | –    | 1R |      |
| Wimbledon       | –    | –    | –    | –    | g.t. | 1R   | –  |      |
| US Open         | –    | –    | –    | 1R   | –    | 2R   |    |      |